# 埃爾米斯圖湖
58°22′N 23°58.5′E / 58.367°N 23.9750°E
埃爾米斯圖湖是愛沙尼亞的湖泊，位於該國西南部，由派爾努縣負責管轄，長4.07公里、寬1.75公里，面積0.45平方公里，流域面積32.3平方公里，湖岸線長度19.55公里，平均水深1.3米，最大水深2.9米，湖中有14個島嶼。